# Jbel el Alam
Jbel el Alam är en kulle i Marocko.   Den ligger i regionen Tanger-Tétouan-Al Hoceïma, 190 km nordost om huvudstaden Rabat. Toppen på Jbel el Alam är 1 199 meter över havet.